# Hokejová reprezentace Společenství nezávislých států
Hokejová reprezentace Společenství nezávislých států byla od 19. ledna 1992 do 23. února 1992 národním hokejovým mužstvem Společenství nezávislých států. Její nástupkyní se stala ruská hokejová reprezentace, národní hokejové mužstvo Ruska.
Hokejisté Společenství nezávislých států se zúčastnili ZOH 1992 (olympijští vítězové).
Pod hlavičkou SNS dokončila sovětská juniorská reprezentace mistrovství světa do 20 let 1992, protože se Sovětský svaz rozpadl v jeho průběhu.